# Vil·la romana de l'Estrella
La Vil·la romana de l'Estrella és un jaciment arqueològic situat a la Rambla de Sant Joan de Badalona (Barcelonès), inclòs a l'Inventari del Patrimoni Arqueològic i Paleontològic de Catalunya.
Es tracta d'una gran explotació agrària on es produïa vi. Amb 2.633 m² de superfície, està situat a 500 metres de la ciutat romana de Baetulo i està format per un edifici principal i diferents zones productives relacionades amb les feines agrícoles. En tot el conjunt s'hi han trobat sitges (utilitzades per emmagatzemar cereals o llegums), quatre dipòsits (dos amb una capacitat de milers de litres), un camp de dolia (contenidors ceràmics de gran capacitat que es podien utilitzar per a la fermentació del vi) i un gran edifici que podria servir de magatzem.
Al jaciment s'han trobat algunes peces úniques, de gran valor arqueològic, com una llàntia de terracota en forma de gladiador, que presenta una elaboració molt detallada i una factura molt detallista. També una inscripció en una pedra amb el nom Porcius que es relaciona amb Marc Porci, un gran productor local lligat a la ciutat romana de Baetulo que distribuí el seu producte per tot l'Imperi Romà entre finals del segle i aC i principis del segle i dC. Porci feia marcar les àmfores que produïa en les seves propietats amb el seu nom, i algunes d'elles han estat descobertes en llocs tan allunyats com el litoral occità, Roma i fins i tot Londres.
El jaciment es troba al terreny que ocupava l'antiga fàbrica tèxtil La Estrella, on el 2019 hi havia projectats 369 habitatges i una nova escola.